# Christine Evangelista
Christine Evangelista (Staten Island - New York, 27 oktober 1986) is een Amerikaanse actrice.

## Biografie
Evangelista werd geboren in de borough Staten Island van New York, en studeerde af in acteren aan de Herbert Berghof School of Acting in Greenwich Village. Naast het acteren voor televisie is zij ook actief in off-Broadway voorstellingen.
Evangelsita begon in 2006 met acteren in de televisieserie Conviction, waarna zij nog meerdere rollen speelde in televisieseries en films.

## Filmografie

### Films
Uitgezonderd korte films.
- 2018 Erase - als Noreen Rodriguez
- 2016 Bleed for This - als vrouw in kamer van Caesar's hotel
- 2016 Long Nights Short Mornings - als Natalie
- 2015 The Adversaries - als Cameron
- 2015 The Intern - als Mia
- 2014 Red Butterfly - als Cleo McKenna
- 2013 Dumb Girls - als Michelle
- 2012 Alter Egos - als Emily '
- 2011 Underground - als Jenna Hughes
- 2011 Escapee - als Abby Jones
- 2010 Harvest - als Tina
- 2009 The Joneses - als Naomi Madsen
- 2009 The Good Guy - als Brooke
- 2007 Goodbye Baby - als Melissa

### Televisieseries
Uitgezonderd eenmalige gastrollen.
- 2019-2023 Fear the Walking Dead -  als Sherry - 33 afl.
- 2019 Mrs. Fletcher - als Bethany - 2 afl.
- 2017-2018 The Arrangement - als Megan Morrison - 20 afl.
- 2015-2017 The Walking Dead - als Sherry - 4 afl.
- 2014 Chicago Fire - als Allison Rafferty - 5 afl.
- 2013 Lucky 7 - als Mary Lavecchia - 6 afl.
- 2012-2013 666 Park Avenue - als Libby Griffith - 2 afl.
- 2007 The Kill Point - als Ashley Beck - 8 afl.

- Library of Congress Control Number: no2012000508
- Virtual International Authority File: 231698904
- WorldCat: E39PBJhxp9Myh4vwTmrF7DTvHC